# カーペンター視覚芸術センター

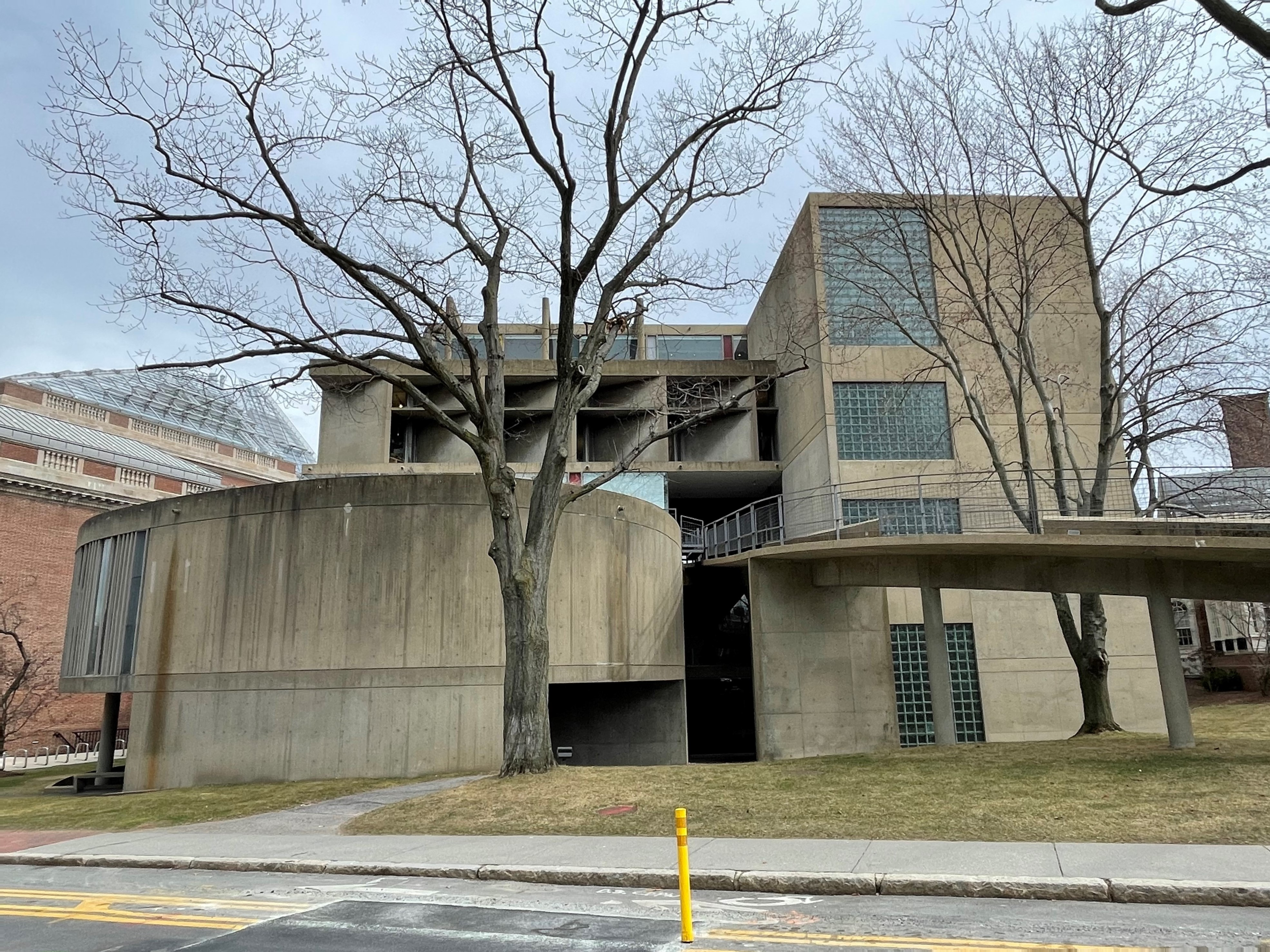
カーペンター視覚美術センター

カーペンター視覚芸術センター（カーペンターしかくげいじゅつセンター、英：Carpenter Center for the Visual Arts）は、米国マサチューセッツ州ケンブリッジにあるハーバード大学の施設で、建築家ル・コルビュジエによる米国及び北アメリカ大陸で唯一の建築作品である。

## 概要
1963年に竣工したこの建築は、1965年に没したル・コルビュジエの最晩年の作品にあたり、近代建築の五原則に含まれるピロティや屋上庭園をはじめ、ブリーズ・ソレイユ（日除け）や打ち放しコンクリートといったル・コルビュジエが多用する要素が採用されている。実施設計は、当時のハーバード大学建築学部の学部長で、ル・コルビュジエの事務所で働いていたことがあるホセ・ルイ・セルトが担当している。
現在、カーペンター視覚芸術センターには、視覚環境学部（Department of Visual and Environmental Studies）とハーバード・フィルム・アーカイヴ（Harvard Film Archive）が入居している。